# Ісполиновка
Ісполиновка (рос. Исполиновка) — селище в Вельському районі Архангельської області Російської Федерації.
Населення становить 58 осіб. Входить до складу муніципального утворення Хозьминське муніципальне утворення.

## Історія
Від 1937 року належить до Архангельської області.
Від 2004 року належить до муніципального утворення Хозьминське муніципальне утворення.

## Населення
| 2002 | 2010 | 2012 | 2014 |
| ---- | ---- | ---- | ---- |
| 82   | ↘58  | ↗62  | ↘58  |